# Collegio di Fylde
Fylde è un collegio elettorale situato in Lancashire, nel Nord Ovest dell'Inghilterra, e rappresentato alla Camera dei comuni del Parlamento del Regno Unito. Elegge un membro del parlamento con il sistema first-past-the-post, ossia maggioritario a turno unico; l'attuale parlamentare è Andrew Snowden, eletto con il Partito Conservatore nel 2024.

## Estensione
- 1918-1945: i distretti urbani di Fleetwood, Kirkham, Longridge, Poulton-le-Fylde, Thornton e Walton-le-Dale, il distretto rurale di Preston e parte di quello di Fylde.
- 1945-1950: parte del County Borough di Preston, il Municipal Borough di Fleetwood, i distretti urbani di Kirkham, Longridge, Poulton-le-Fylde, Thornton Cleveleys, Walton-le-Dale e parte di Fulwood, il distretto rurale di Fylde e parti di Blackburn e Preston.
- 1983-1997: il Borough di Fylde e il ward del borough di Preston di Preston Rural West.
- 1997-2010: il Borough di Fylde, i ward del Borough di Preston di Ingol e Preston Rural West e il ward del Borough di Wyre di Great Eccleston.
- 2010-2024: il Borough di Fylde e il ward della città di Preston di Lea.
- dal 2024: il Borough di Fylde e i ward del borough di Wyre di Breck, Hardhorn with High Cross e Tithebarn.

Il collegio ha tre principali centri di popolazione: Kirkham/Wesham, Lytham St Annes e Freckleton. Kirkham, Wesham e Freckleton sono piccole città con piccoli sviluppi industriali, e sono più tendenti verso il Partito Laburista, ma Lytham e St Annes sono principalmente resort marittimi, preferiti da famiglie e pensionati, e insieme alle altre parti rurali del collegio, sono più conservatrici.

## Membri del parlamento
| Elezione | Elezione         | Deputato              | Partito               |
| -------- | ---------------- | --------------------- | --------------------- |
|          | 1918             | Wilfrid Ashley        | Conservatore          |
| 1922     | Edward Stanley   |                       | Conservatore          |
| 1938 (S) | Claude Lancaster |                       | Conservatore          |
|          | 1950             | Collegio abolito      | Collegio abolito      |
|          | 1983             | Collegio ri-istituito | Collegio ri-istituito |
|          | 1983             | Edward Gardner        | Conservatore          |
| 1987     | Michael Jack     |                       | Conservatore          |
| 2010     | Mark Menzies     |                       | Conservatore          |
|          | Mark Menzies     | 2024                  | Indipendente          |
|          | 2024             | Andrew Snowden        | Conservatore          |

## Elezioni

### Elezioni negli anni 2020
| Partito                    | Partito                                   | Candidato                  | Risultati 4 luglio 2024 | Risultati 4 luglio 2024 |
| Partito                    | Partito                                   | Candidato                  | Voti                    | %                       |
| -------------------------- | ----------------------------------------- | -------------------------- | ----------------------- | ----------------------- |
|                            | Conservatore                              | Andrew Snowden             | 15 917                  | 33,19                   |
|                            | Laburista                                 | Tom Calver                 | 15 356                  | 32,02                   |
|                            | Reform UK                                 | Brook Wimbury              | 8 295                   | 17,30                   |
|                            | Indipendente                              | Anne Aitken                | 4 513                   | 9,41                    |
|                            | Lib Dem                                   | Mark Jewell                | 2 120                   | 4,42                    |
|                            | Verdi                                     | Brenden Wilkinson          | 1 560                   | 3,25                    |
|                            | Alliance for Democracy and Freedom        | Cheryl Morrison            | 199                     | 0,41                    |
|                            |                                           |                            |                         |                         |
| Iscritti                   | Iscritti                                  | Iscritti                   | 77 100                  | 100,00                  |
| ↳ Votanti (% su iscritti)  | ↳ Votanti (% su iscritti)                 | ↳ Votanti (% su iscritti)  | 48 105                  | 62,39                   |
| ↳ Astenuti (% su iscritti) | ↳ Astenuti (% su iscritti)                | ↳ Astenuti (% su iscritti) | 28 995                  | 37,61                   |
|                            |                                           |                            |                         |                         |
|                            | Esito: collegio confermato a Conservatore |                            |                         |                         |

### Elezioni negli anni 2010
| Partito                    | Partito                                   | Candidato                  | Risultati 12 dicembre 2019 | Risultati 12 dicembre 2019 |
| Partito                    | Partito                                   | Candidato                  | Voti                       | %                          |
| -------------------------- | ----------------------------------------- | -------------------------- | -------------------------- | -------------------------- |
|                            | Conservatore                              | Mark Menzies               | 28 432                     | 60,94                      |
|                            | Laburista                                 | Martin Mitchell            | 11 821                     | 25,33                      |
|                            | Lib Dem                                   | Mark Jewell                | 3 748                      | 8,03                       |
|                            | Verdi                                     | Gina Dowding               | 1 731                      | 3,71                       |
|                            | Indipendente                              | Andy Higgins               | 927                        | 1,99                       |
|                            |                                           |                            |                            |                            |
| Iscritti                   | Iscritti                                  | Iscritti                   | 66 847                     | 100,00                     |
| ↳ Votanti (% su iscritti)  | ↳ Votanti (% su iscritti)                 | ↳ Votanti (% su iscritti)  | 46 659                     | 69,80                      |
| ↳ Astenuti (% su iscritti) | ↳ Astenuti (% su iscritti)                | ↳ Astenuti (% su iscritti) | 20 188                     | 30,20                      |
|                            |                                           |                            |                            |                            |
|                            | Esito: collegio confermato a Conservatore |                            |                            |                            |

| Partito                    | Partito                                   | Candidato                  | Risultati 8 giugno 2017 | Risultati 8 giugno 2017 |
| Partito                    | Partito                                   | Candidato                  | Voti                    | %                       |
| -------------------------- | ----------------------------------------- | -------------------------- | ----------------------- | ----------------------- |
|                            | Conservatore                              | Mark Menzies               | 27 334                  | 58,82                   |
|                            | Laburista                                 | Jed Sullivan               | 15 529                  | 33,42                   |
|                            | Lib Dem                                   | Freddie Van Mierlo         | 2 341                   | 5,04                    |
|                            | Verdi                                     | Tina Rothery               | 1 263                   | 2,72                    |
|                            |                                           |                            |                         |                         |
| Iscritti                   | Iscritti                                  | Iscritti                   | 65 903                  | 100,00                  |
| ↳ Votanti (% su iscritti)  | ↳ Votanti (% su iscritti)                 | ↳ Votanti (% su iscritti)  | 46 594                  | 70,70                   |
| ↳ Astenuti (% su iscritti) | ↳ Astenuti (% su iscritti)                | ↳ Astenuti (% su iscritti) | 19 309                  | 29,30                   |
|                            |                                           |                            |                         |                         |
|                            | Esito: collegio confermato a Conservatore |                            |                         |                         |

| Partito                    | Partito                                   | Candidato                  | Risultati 7 maggio 2015 | Risultati 7 maggio 2015 |
| Partito                    | Partito                                   | Candidato                  | Voti                    | %                       |
| -------------------------- | ----------------------------------------- | -------------------------- | ----------------------- | ----------------------- |
|                            | Conservatore                              | Mark Menzies               | 21 406                  | 49,14                   |
|                            | Laburista                                 | Jed Sullivan               | 8 182                   | 18,78                   |
|                            | UKIP                                      | Paul White                 | 5 569                   | 12,79                   |
|                            | Indipendente                              | Mike Hill                  | 5 166                   | 11,86                   |
|                            | Lib Dem                                   | Freddie van Mierlo         | 1 623                   | 3,73                    |
|                            | Verdi                                     | Bob Dennett                | 1 381                   | 3,17                    |
|                            | Northern                                  | Elizabeth Clarkson         | 230                     | 0,53                    |
|                            |                                           |                            |                         |                         |
| Iscritti                   | Iscritti                                  | Iscritti                   | 65 696                  | 100,00                  |
| ↳ Votanti (% su iscritti)  | ↳ Votanti (% su iscritti)                 | ↳ Votanti (% su iscritti)  | 43 557                  | 66,30                   |
| ↳ Astenuti (% su iscritti) | ↳ Astenuti (% su iscritti)                | ↳ Astenuti (% su iscritti) | 22 139                  | 33,70                   |
|                            |                                           |                            |                         |                         |
|                            | Esito: collegio confermato a Conservatore |                            |                         |                         |

| Partito                    | Partito                                   | Candidato                  | Risultati 6 maggio 2010 | Risultati 6 maggio 2010 |
| Partito                    | Partito                                   | Candidato                  | Voti                    | %                       |
| -------------------------- | ----------------------------------------- | -------------------------- | ----------------------- | ----------------------- |
|                            | Conservatore                              | Mark Menzies               | 22 826                  | 52,25                   |
|                            | Lib Dem                                   | Bill Winlow                | 9 641                   | 22,07                   |
|                            | Laburista                                 | Liam Robinson              | 8 624                   | 19,74                   |
|                            | UKIP                                      | Martin Bleeker             | 1 945                   | 4,45                    |
|                            | Verdi                                     | Phillip Mitchell           | 654                     | 1,50                    |
|                            |                                           |                            |                         |                         |
| Iscritti                   | Iscritti                                  | Iscritti                   | 65 897                  | 100,00                  |
| ↳ Votanti (% su iscritti)  | ↳ Votanti (% su iscritti)                 | ↳ Votanti (% su iscritti)  | 43 690                  | 66,30                   |
| ↳ Astenuti (% su iscritti) | ↳ Astenuti (% su iscritti)                | ↳ Astenuti (% su iscritti) | 22 207                  | 33,70                   |
|                            |                                           |                            |                         |                         |
|                            | Esito: collegio confermato a Conservatore |                            |                         |                         |

### Elezioni negli anni 2000
| Partito                    | Partito                                   | Candidato                  | Risultati 5 maggio 2005 | Risultati 5 maggio 2005 |
| Partito                    | Partito                                   | Candidato                  | Voti                    | %                       |
| -------------------------- | ----------------------------------------- | -------------------------- | ----------------------- | ----------------------- |
|                            | Conservatore                              | Michael Jack               | 24 287                  | 53,37                   |
|                            | Laburista                                 | William Parbury            | 11 828                  | 25,99                   |
|                            | Lib Dem                                   | Bill Winlow                | 7 748                   | 17,02                   |
|                            | Liberale                                  | Tim Akeroyd                | 1 647                   | 3,62                    |
|                            |                                           |                            |                         |                         |
| Iscritti                   | Iscritti                                  | Iscritti                   | 75 723                  | 100,00                  |
| ↳ Votanti (% su iscritti)  | ↳ Votanti (% su iscritti)                 | ↳ Votanti (% su iscritti)  | 45 510                  | 60,10                   |
| ↳ Astenuti (% su iscritti) | ↳ Astenuti (% su iscritti)                | ↳ Astenuti (% su iscritti) | 30 213                  | 39,90                   |
|                            |                                           |                            |                         |                         |
|                            | Esito: collegio confermato a Conservatore |                            |                         |                         |

| Partito                    | Partito                                   | Candidato                  | Risultati 7 giugno 2001 | Risultati 7 giugno 2001 |
| Partito                    | Partito                                   | Candidato                  | Voti                    | %                       |
| -------------------------- | ----------------------------------------- | -------------------------- | ----------------------- | ----------------------- |
|                            | Conservatore                              | Michael Jack               | 23 383                  | 52,27                   |
|                            | Laburista                                 | John Stockton              | 13 773                  | 30,79                   |
|                            | Lib Dem                                   | John Begg                  | 6 599                   | 14,75                   |
|                            | UKIP                                      | Lesley Brown               | 982                     | 2,20                    |
|                            |                                           |                            |                         |                         |
| Iscritti                   | Iscritti                                  | Iscritti                   | 73 459                  | 100,00                  |
| ↳ Votanti (% su iscritti)  | ↳ Votanti (% su iscritti)                 | ↳ Votanti (% su iscritti)  | 44 737                  | 60,90                   |
| ↳ Astenuti (% su iscritti) | ↳ Astenuti (% su iscritti)                | ↳ Astenuti (% su iscritti) | 28 722                  | 39,10                   |
|                            |                                           |                            |                         |                         |
|                            | Esito: collegio confermato a Conservatore |                            |                         |                         |

## Risultati dei referendum

### Referendum sulla permanenza del Regno Unito nell'Unione europea del 2016
|             | Collegio | Lasciare UE % | Rimanere in UE % |
| ----------- | -------- | ------------- | ---------------- |
|             | Fylde    | 56,5%         | 43,5%            |
| Inghilterra | 53,3%    | 46,7%         |                  |
| Regno Unito | 51,9%    | 48,1%         |                  |